# 下間仲玄
下間 仲玄（しもつま なかはる）は、江戸時代の僧。西本願寺の家臣。下間頼廉の3男。頼亮、宗清の弟。子に仲虎、仲俊。幼名は虎寿、通称は源之丞、少輔、刑部卿。法名は了悟、了意。
慶長5年（1600年）から父の後を受けて奏者として本願寺に出仕、慶長7年（1602年）の本願寺の東西分裂では西本願寺法主准如に従い、慶長9年（1604年）から法橋、法眼に進んだ。しかし慶長11年（1606年）4月、兄の宗清を含めた5人の年寄と共に勝手に准如の出仕を止める事件を起こし、准如の怒りを買った。このため10月に宗清や同族の下間頼芸（頼賢）と共に誓書を差し出して謝罪した。同時期に甥の下間頼良が東本願寺へ移り、興正寺准尊が独立を図るなどこの時の西本願寺は苦境に立っていた。
寛永14年（1637年）に法印に任ぜられた。正保3年（1646年）、62歳で死去。子の仲虎が後を継いだ。
仲玄の系統は通称から刑部卿家と呼ばれ、下間氏の一流として西本願寺に仕えた。また3男仲俊の子孫は兵部卿家と呼ばれ、刑部卿家が天和3年（1683年）に法主寂如と対立、蟄居させられると別家として取り立てられた。